# Procetichthys
Procetichthys is een monotypisch geslacht van straalvinnige vissen uit de familie van walviskopvissen (Cetomimidae).

## Soort
- Procetichthys kreffti Paxton, 1989